# Katastrofa lotu Petropavlovsk-Kamchatsky Air Enterprise 251
Katastrofa lotu Petropavlovsk-Kamchatsky Air Enterprise 251 – był to krajowy lot pasażerski z portu lotniczego Pietropawłowsk Kamczacki do portu lotniczego Pałana, który odbył się 6 lipca 2021 r. Antonow An-26, obsługujący lot, rozbił się na podejściu do lotniska, zabijając wszystkie 28 osób na pokładzie.

## Samolot
Samolotem, który uległ wypadkowi, był Antonow An-26B-100, o rejestracji RA-26085.
An-26 to rodzina wojskowych samolotów transportowych, jednak samolot RA-26085 był wersją, którą w październiku 2012 r. przerobiono na cywilny samolot pasażerski. Samolot był wcześniej eksploatowany przez linie PermTransAvia i Air Mali International.
Samolot wykonywał średnio około dziewięć lotów tygodniowo.

## Wypadek

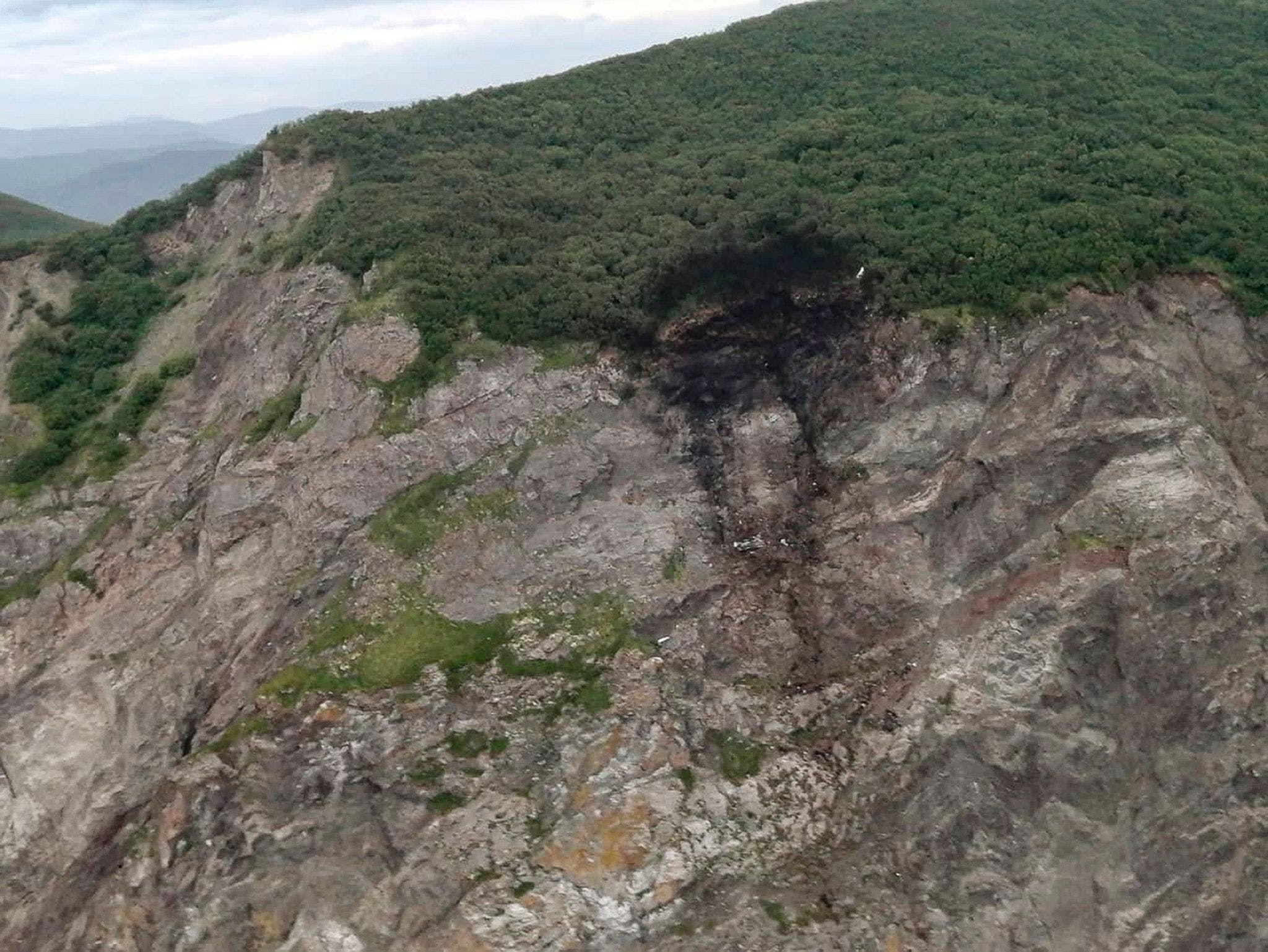
Miejsce katastrofy w dniu wypadku

Lot 251 był krajowym regularnym lotem pasażerskim z portu lotniczego Pietropawłowsk Kamczacki do portu lotniczego Pałana. Samolot wystartował o godzinie 12:57 czasu lokalnego i miał wylądować o 15:05 czasu lokalnego. Po otrzymaniu informacji o pogodzie kapitan podczas podejścia końcowego otrzymał „wyraźne współrzędne trasy”. Ostatni kontakt z samolotem miał miejsce o 14:50 czasu lokalnego.
Samolot był na końcowym podejściu do lądowania, gdy kontakt został utracony około 10 km od portu lotniczego Pałana. Piloci nie zgłosili odejścia na drugi krąg. Pogoda w okolicy była pochmurna. Samolot zderzył się ze stromym urwiskiem na wysokości 263 m, poniżej minimalnej wysokości podejścia i znajdował się poza właściwą ścieżką podejścia. Po uderzeniu samolot został całkowicie zniszczony. Tylko ogon samolotu pozostał na klifie po uderzeniu; reszta ześlizgnęła się z klifu do Morza, pozostawiając jedynie ślad ślizgu na klifie, wskazujący miejsce wypadku. Wszystkie 28 osób na pokładzie zginęło.
7 lipca ciała 19 ofiar odnalazł zespół 51 ratowników. Akcję poszukiwawczą i ratowniczą uznano za trudną. Wysokie fale zmusiły ratowników do wstrzymania działań na morzu na noc. W regionie ogłoszono trzydniową żałobę. Kilka krajów złożyło kondolencje, w tym Stany Zjednoczone, Grecja, Turcja, Serbia i Pakistan.

## Dochodzenie
Komitet Śledczy Federacji Rosyjskiej zaproponował trzy możliwe przyczyny katastrofy, a mianowicie niesprzyjającą pogodę, awarię techniczną lub błąd pilota.
9 lipca 2021 odnaleziono rejestrator parametrów lotu samolotu. Rzecznik powiedział, że wstępne badanie nie wykazało uszkodzeń i że zostanie odszyfrowane w Moskwie. Rejestrator parametrów rozmów został odzyskany tego samego dnia, ale był zbyt mocno uszkodzony, jego danych nie można było odzyskać.